# Académies suisses des sciences
Les Académies suisses des sciences (Akademien der Wissenschaften Schweiz, Accademie svizzere delle scienze, Academias svizras da las scienzas, Swiss Academies of Arts and Sciences) sont une organisation suisse basée à Berne, regroupant les quatre académies scientifiques suisses, ainsi que le centre de compétences TA-SWISS, la Fondation Science et Cité et d'autres réseaux scientifiques. Elles mettent en réseaux les sciences à un niveau régional, national et international.

## Membres
- Académie suisse des sciences naturelles
- Académie suisse des sciences humaines et sociales
- Académie suisse des sciences médicales
- Académie suisse des sciences techniques

## Centres de compétences
- Centre d'évaluation des choix technologiques TA-SWISS
- Fondation Science et Cité

## Magazine de la rechercheHorizons
Le Fonds national suisse et les Académies suisses des sciences publient Horizons, le magazine suisse de la recherche scientifique. Horizons est publié quatre fois par an en français et en allemand (sous le titre Horizonte), son abonnement est gratuit et le magazine est également disponible en ligne.
Les Académies suisses des sciences publient également une série de rapports scientifiques thématiques intitulée Swiss Academies Reports.